# باستان‌مرغ‌وش
باستان‌مرغ‌وش (نام علمی: Archaeornithomimus) نام یک گونه از تهی‌دم‌خزندگان است.